# Проспект Миру (Кривий Ріг)
Проспект Миру — проспект у трьох районах Кривого Рогу (Центрально-Міському, Металургійному й Саксаганському). Є важливою транспортною артерією міста. Бере початок від Центрального проспекту, закінчується на 95 кварталі, примикаючи до площі 95 квартал. Загальна довжина проспекту становить 2500 м, ширина — 30,0 м.

## Галерея

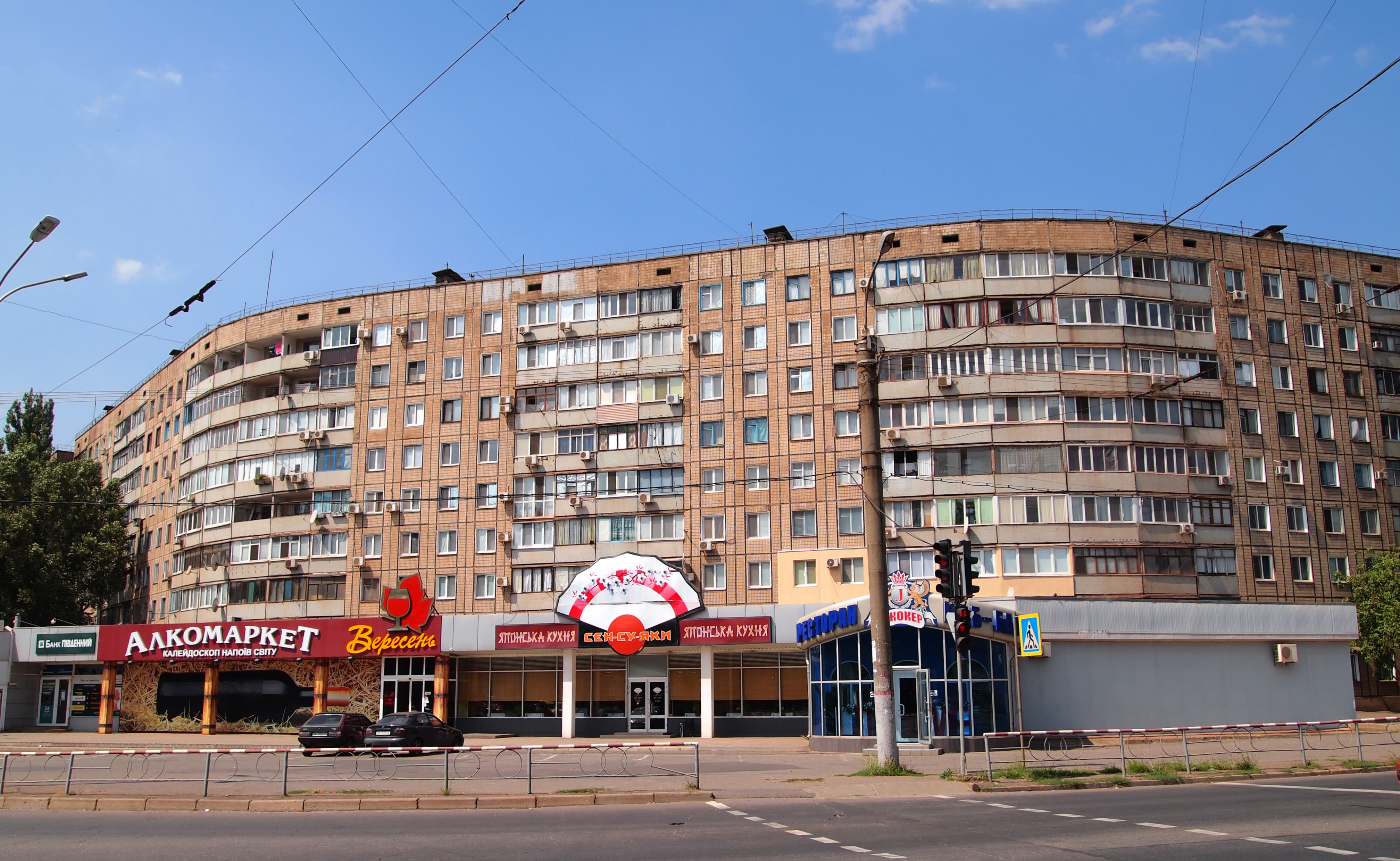
№ 7 – будинок серії 1-464Д-83

## Історичні відомості
Заснований у середині 50-х років, раніше був відомий як вулиця Дніпропетровська (1961 р.).

## Визначні місця
- Георгіївська дзвінниця
- Монумент «Перемога»
- Стела Героїв